# Parafia św. Rocha w Jasieńcu
Parafia pw. Świętego Rocha w Jasieńcu – parafia rzymskokatolicka znajdująca się w dekanacie grójeckim, archidiecezji warszawskiej, metropolii warszawskiej Kościoła katolickiego, w Jasieńcu. Obsługiwana przez księży archidiecezjalnych. Mieści się przy ulicy Wareckiej. 
Parafia została erygowana w XIV wieku.

## Kościół parafialny
Obecny kościół parafialny wybudowany w latach 1740–1747.

## Proboszczowie parafii (od 2007)
- ks. kan. Andrzej Piekarczyk (2007–2023)
- ks. kan. Roman Borkowski (2023–nadal)